# Zendaya
Zendaya Maree Stoermer Coleman (sinh ngày 1 tháng 9 năm 1996 tại Oakland, California, Hoa Kỳ), hay được biết đến rộng rãi là Zendaya, là nữ diễn viên, ca sĩ kiêm người mẫu người Mỹ. Cô bắt đầu sự nghiệp nghệ thuật của mình bằng việc làm người mẫu nhí và nhảy phụ họa, trước khi nhận được nhiều sự quan tâm của công chúng với vai diễn Rocky Blue trong sitcom Shake It Up của kênh Disney Channel (2010-2013). Năm 2013, Zendaya tham dự chương trình truyền hình Dancing with the Stars mùa thứ 16. Từ năm 2015 tới năm 2018, cô đồng sản xuất và đảm nhận vai diễn chính K.C Cooper trong sitcom K.C Undercover của kênh Disney. Năm 2017 là năm đột phá của cô sau khi đảm nhận Mary "MJ" Janes trong phim Spider-Man: Homecoming thuộc Vũ trụ Điện ảnh Marvel và vai Anne Wheeler trong bộ phim nhạc kịch The Greatest Showman
Cô bắt đầu sự nghiệp ca hát độc lập bằng việc ra đĩa đơn "Swag It Out" và "Watch Me" vào năm 2011, và cũng hợp tác với Bella Thorne. Cô ký hợp đồng với hãng đĩa Hollywood Records vào năm 2012, không lâu sau đó cô ra đĩa đơn "Replay", đạt thứ hạng 40 trên bảng xếp hạng Billboard Hot 100 ở Mỹ. Album phòng thu mang chính tên cô (2013) đạt thứ hạng 51 trên bảng xếp hạng Billboard 200 sau khi ra mắt.

## Thời thơ ấu
Zendaya sinh ngày 1 tháng 9 năm 1996 ở Oakland, California và là con một của bà Claire Maries (nhũ danh Stoermer) và ông Kazember Ajamu (tên cũ là Samuel David Coleman). Cô có năm người anh chị em cùng cha khác mẹ. Cha của cô là người Mỹ gốc Phi, người gốc Arkansas, trong khi mẹ của cô có gốc Đức và Scotland. Zendaya từng nói rằng tên của mình có nghĩa là "cảm ơn" trong ngôn ngữ Bantu của tộc người Shona ở Zimbabwe. Cô cũng tham gia đội nhạc kịch thuộc Nhà hát California Shakespeare ở Orinda, California nơi mà mẹ cô đã từng làm quản lý và huấn luyện các học sinh theo chương trình đặc biệt của nhà hát. Cô cũng tham gia quá trình sản xuất ở nhà hát trong lúc tham gia theo học ở Trường nghệ thuật Oakland, và đảm nhận vai Little Ti Moune trong vở Once on This Island ở Berkeley Playhouse, và đột phá với vai diễn "nam" Joe trong vở Caroline và vai Change trong vở Palo Alto.
Zendaya cũng theo học nhảy 3 năm trong một nhóm nhảy tên Future Shock Oakland. Nhóm nhảy trình diễn hip-hop và điệu hula khi cô lên 8.
Cô cũng theo học chương trình CalShakes ở Nhà hát American Conservatory. Những vai diễn hay của cô cũng bao gồm vở kịch Richard III của William Shakespeare, vai trong Twelfth Night và As You Like It.

## Sự nghiệp

### 2009-14:Shake It UpvàDancing with the Stars

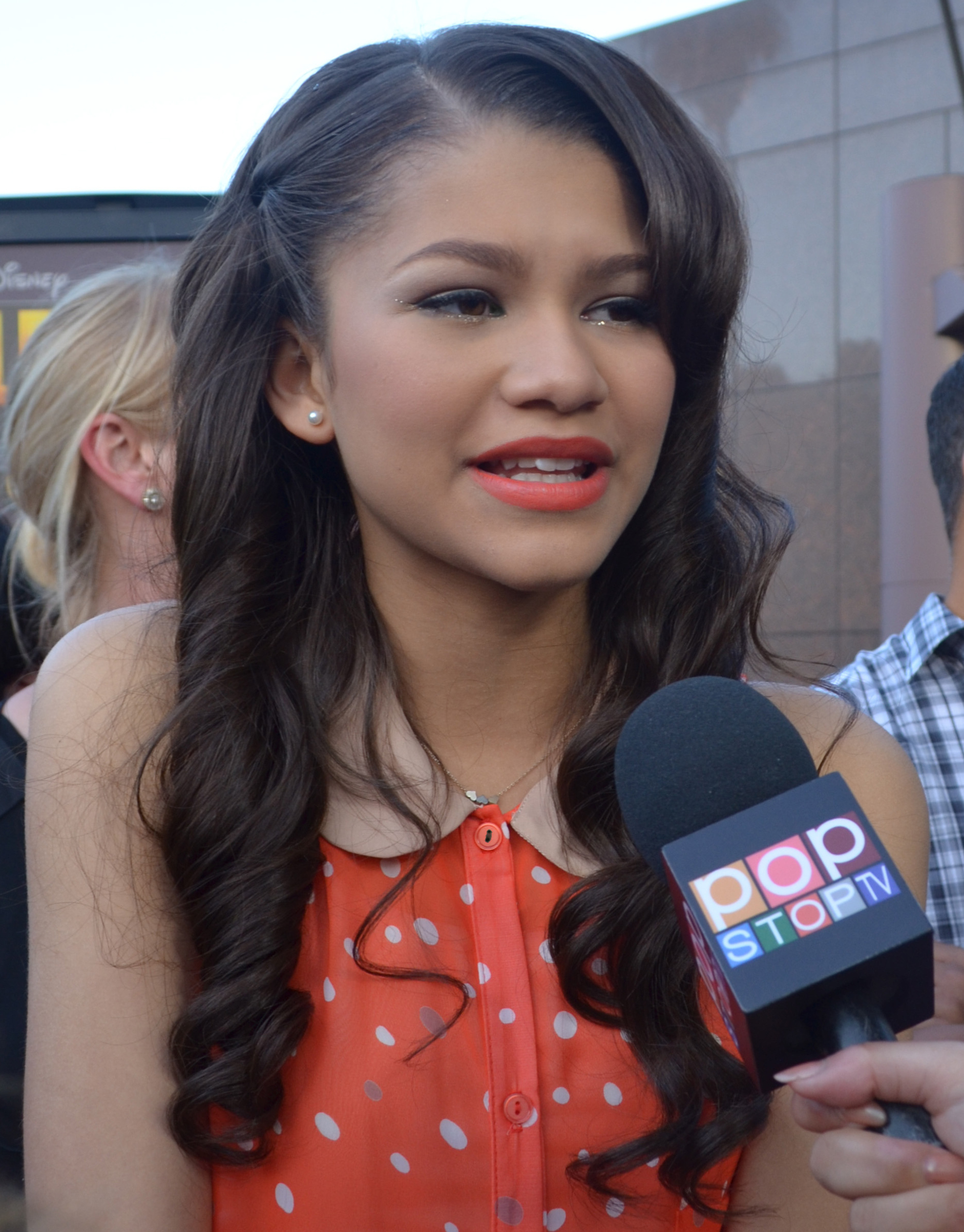
Zendaya tại buổi công chiếu bộ phim Let It Shine của Disney Channel tại Hollywood năm 2012.

Zendaya bắt đầu sự nghiệp diễn xuất chuyên nghiệp bằng việc làm người mẫu ở Macy's, Mervyns và Old Navy. Cô cũng xuất hiện trong quảng cáo đồ chơi iCarly. Cô từng nhảy phụ họa cho quảng cáo của Sears, cùng với sao Disney lúc bấy giờ là Selena Gomez. Năm 2009, cô cũng xuất hiện trong video ca nhạc thiếu nhi Kidz Bop cho bài hát cover "Hot n Cold" được phát hành trong Kidz Bop 15. Cô cũng từng tham gia thử vai cho vai diễn Cece Jones vào tháng 11 năm 2009, để tham gia sitcom Shake It Up (tựa gốc là Dance Dance Chicago) nhưng lại được lựa chọn cho vai diễn Rocky Blue. Trong buổi thử vai, cô trình diễn bài hát "Leave Me Alone" của Michael Jackson. Shake It Up được ra mắt vào ngày 7/11 năm 2010 và đạt 6,2 triệu lượt xem, trở thành bộ sitcom thứ 2 có nhiều người xem nhất trong tập đầu ra mắt trong 27 năm trở lại. Năm 2011, Zendaya ra mắt đĩa đơn độc lập "Swag It Out". Bài hát được Bobby Brackins sáng tác và được sản xuất bởi Glenn A. Foster. Cô cũng xuất hiện trong trailer của quyển "From Bad to Cursed" của Katie Alender. Cùng năm, cô ra mắt "Watch Me", hợp tác với Bella Thorne vào ngày 21/6. Bài hát đạt thứ hạn 86 trên bảng xếp hạng Billboard Hot 100. Mùa thứ hai của Shake It Up được thông báo vào ngày 16 tháng 3 năm 2011 và lên sóng vào ngày 18 tháng 9 năm 2011. Ngày 5 tháng 6 năm 2011, Shake It Up có một tập phim hợp tác cùng với Good Luck Charlie. Zendaya cũng tham gia dẫn chương trình cho Make Your Mark: Ultimate Dance Off 2011.

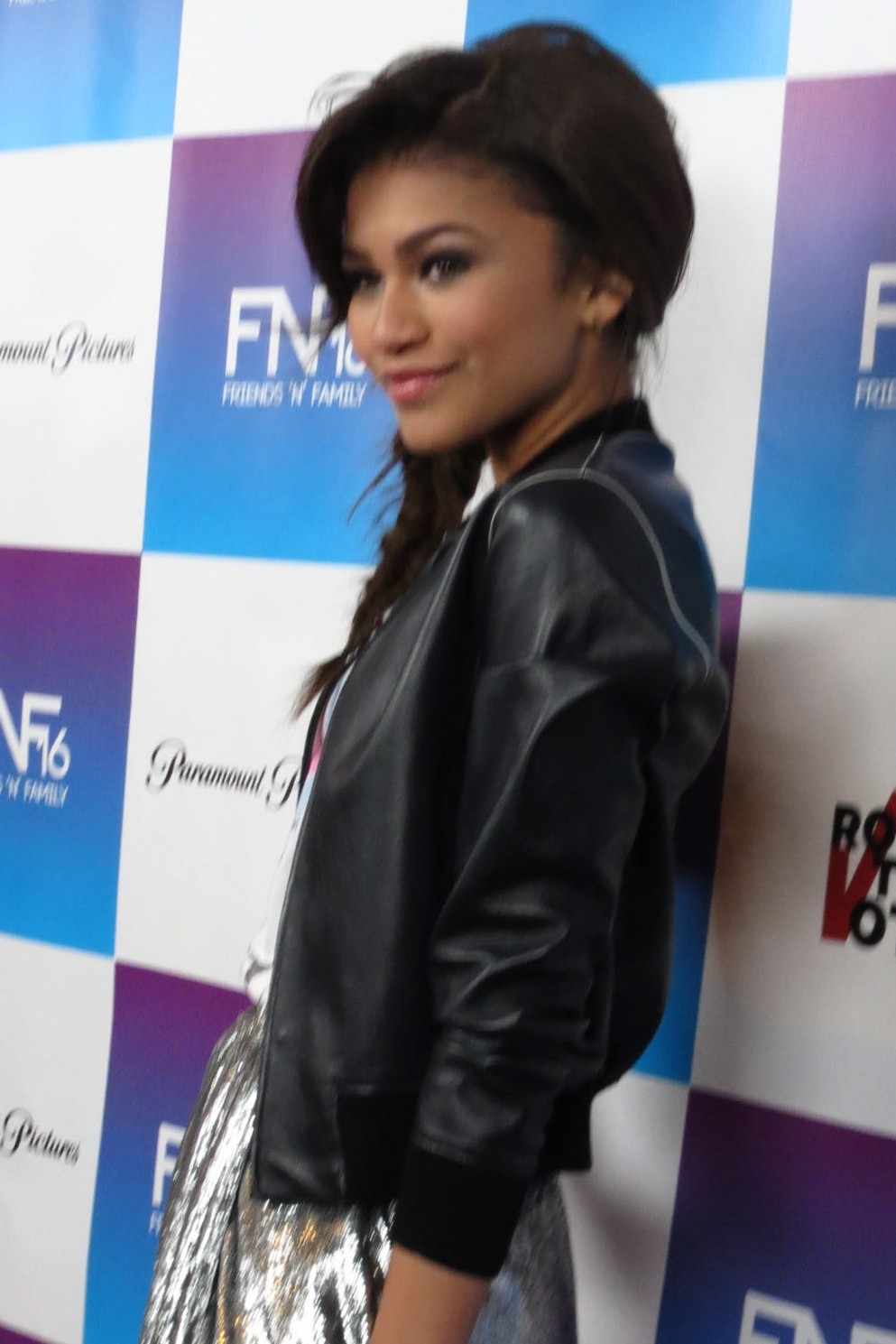
Zendaya năm 2013.

Vai diễn phim ngắn đầu tiên của cô là trong phim Frenemies phát hành năm 2012 của kênh Disney Original Movie. Ngày 29 tháng 2 năm 2012, đĩa đơn "Something to Dance For" được phát hành dưới hình thức quảng bá cho Live 2 Dance. Trong loạt bài hát, Zendaya thu âm 3 bài bao gồm: "Made In Japan", "Same Heart" và "Fashion in Kryptonite" được phát hành thành đĩa đơn chính. Ngày 2 tháng 9 năm 2012, cô kí hợp đồng với hãng Hollywood Records. Tháng 10, cô trình diễn ở Nhạc hội Teen Music và Nhạc hội vì nụ cười. Tháng 2/2013, Zendaya được thông báo là 1 trong những thí sinh tham gia mùa thứ 16 của chương trình Dancing with the Stars. Ở tuổi 16, cô là thí sinh trẻ tuổi nhất từng tham gia chương trình này, trước khi Willow Shields tham gia ở tuổi 14 vào mùa thứ 20. Cô lập đội với Valentin Chmerkovskiy. Vào tháng 5, cặp đôi đạt hạng nhì sau cặp Kellie Pickler và Derek Hough. Album mang tên cô được lên kệ vào ngày 17 tháng 9 năm 2013. Đĩa đơn hit "Replay" được ra mắt vào ngày 16 tháng 7 năm 2013. Bài hát được sáng tác bởi Tiffany Fred và Paul "Phamous" Shelton. Tháng 6 năm 2013, Zendaya ghi hình video cho bài hát. Ngày 25 tháng 7 cùng năm, hãng Disney công bố sẽ dừng Shake It Up sau 3 mùa.
Tháng 11 năm 2013, Zendaya được đề cử cho giải Nghệ sĩ của tháng Elvis Duran và được chiếu trên chương trình Today của đài NBC, cô cũng trình diễn live đĩa đơn "Replay" của mình.
Năm 2014, cô được chọn cho vai diễn Zoey Stevens trong phim của Disney sản xuất mang tên Zapped, kể về việc "điện thoại của Zoey bắt đầu điều khiển mọi cậu trai xung quanh Zoey". Cuối năm 2013, Zendaya cũng được lựa chọn cho vai chính cho chương trình Super Awesome Katy của kênh Disney được dự tính ra mắt vào tháng 5 năm 2014 dưới tên gọi K.C Undercover, vai diễn của cô cũng bị đổi thành K.C Cooper thay vì Katy Cooper. Vào năm 2017, Zendaya thừa nhận là mình cũng góp phần vào việc đổi tên series và tên nhân vật, cũng như quyết định một số tính cách của nhân vật. K.C Undercover được công chiếu trên kênh Disney vào ngày 18 tháng 1 năm 2015 và phần tiếp theo được lên sóng vào tháng 5 năm 2015.
Năm 2014, Zendaya xuất hiện trong thương vụ hợp tác làm ăn của hãng Hollywood và Republic Records. Vào ngày 6 tháng 3 năm 2015, Timbaland xác nhận là mình đang làm việc với Zendaya cho album thứ hai của cô. Bài hát "Something New", có sự góp giọng của Chris Brown được lên kệ vào ngày 5 tháng 2 thông qua hai hãng Hollywood Records và Republic Records. Bài hát cũng đánh dấu cho việc ra mắt dưới trướng của hãng Republic Records.
Tháng 2 năm 2015, Giulianna Rancic lôi Zendaya ra làm trò đùa với việc ẩn dụ tóc của cô có mùi như "dầu patchouli" và "cần sa" ở giải Oscar lần thứ 87. Zendaya phản bác lại trên trang Instagram của mình đồng thời cũng nêu ra việc có những người thành công với kiểu tóc lọng Châu Phi, một kiểu tóc không hề có mối liên hệ với thuốc phiện. Hãng Mattel vinh danh Zendaya bằng việc ra mắt búp bê Barbie có hình mẫu của Zendaya tại Oscar.

### 2016-nay: Chú tâm sự nghiệp đóng phim

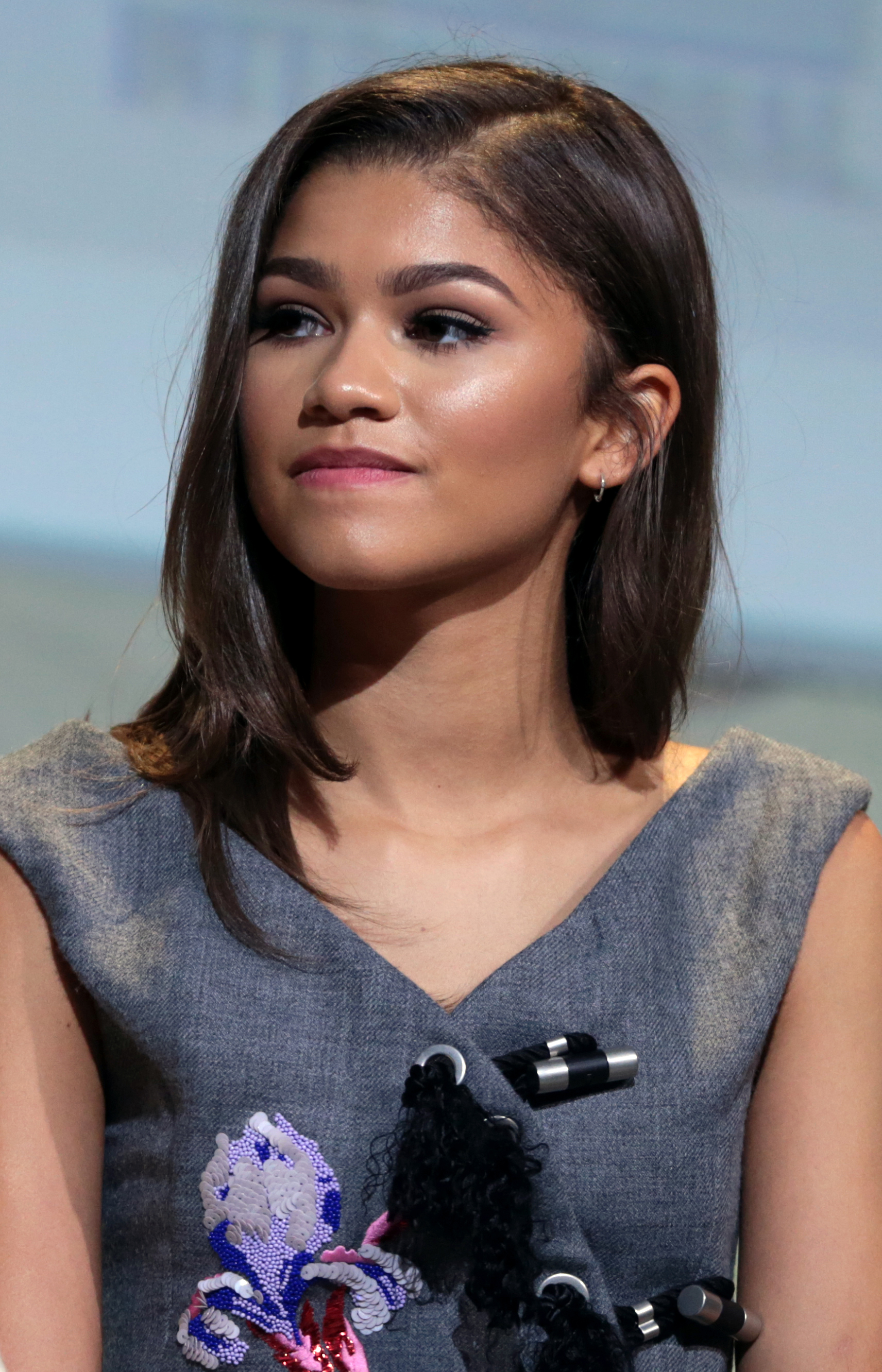
Zendaya tại San Diego Comic-Con 2016 quảng bá Người Nhện: Trở về nhà.

Năm 2016, Zendaya lần đầu tiên đảm nhận vai diễn trên màn ảnh rộng với vai Michelle "MJ" Jones trong phim Người Nhện: Trở về nhà ra rạp vào tháng 7 năm 2017. Bộ phim đạt doanh thu 117 triệu đôla Mỹ trong tuần đầu công chiếu, đạt thứ hạng đầu tiên tại các rạp chiếu. John DeFore của tờ The Hollywood Reporter ca ngợi Zendaya là "người chiếm trọn màn ảnh", David Ehrlich của tờ IndieWire gọi Zendaya là "MVP" dù vai của cô ít xuất hiện trong phim. Tháng 8 năm 2017, Zendaya xuất hiện trong videoclip ca nhạc Versace on the Floor của Bruno Mars.
Vào tháng 12 năm 2017, Zendaya đóng phim nhạc kịch Bậc thầy của những ước mơ, cùng với Hugh Jackman, Zac Efron, Michelle Williams và Rebecca Ferguson. Trong phim Zendaya thủ vai nghệ sĩ đu dây nhào lộn tên Anne Wheeler có mối quan hệ tình cảm với vai của Zac Efron tên Phillip Carlyle, trong thời kì mà các cuộc tình khác chủng tộc là điều cấm kị. Mặc dù bộ phim nhận nhiều ý kiến khen chê từ cắc nhà phê bình, nhưng bộ phim lại có thành công thương mại tốt, trong khi vai diễn của Zendaya và chất xúc tác với Zac Efron được ca ngợi hết lời. Nhà phê bình phim Gleiberman viết trên tờ Variety: "Zendaya và Zac có chất xúc tác tuyệt vời - họ không bao giờ ngừng hỗ trợ lẫn nhau."
Bên cạnh việc lồng tiếng cho phim Smallfoot, Zendaya cũng kí hợp đồng đảm nhận vai trò sản xuất và diễn xuất trong A White Lie, với vai Anita Hemmings kể về một cô gái da trắng Mỹ lai Phi là hậu duệ của một người nô lệ, nhưng bị xem là người da trắng để cô có thể tham gia Vassar trong thập niên 1890. Zendaya đóng chung với Ansel Elgort và Jake Gyllenhaal trong bộ phim kinh dị trinh thám tên Finest Kind. Cô cũng đảm nhận tiếp vai Michelle trong Spider-Man: Far From Home ra mắt vào năm 2019. Tháng 6 năm 2018, có tin Zendaya sẽ tham gia phim truyền hình Euphoria trên HBO, cùng tên với chương trình của Israel. Zendaya đảm nhận vai Rue, là người dẫn chính của bộ phim với vai một cô gái nghiện ngập 17 tuổi.
Năm 2021, Zendaya đóng vai chính trong Malcolm & Marie , được quay trong giai đoạn đầu của đại dịch COVID-19 . Quá trình sản xuất tuân thủ các quy trình an toàn rộng rãi và có một đội ngũ tinh gọn để giảm thiểu nguy hiểm cho sức khỏe. Phim có sự tham gia của John David Washington và được đạo diễn bởi Sam Levinson , người cũng đã tạo ra Euphoria. Zendaya phân bổ cổ phần của bộ phim cho tất cả những người tham gia vào việc sản xuất bộ phim, như một cách để thưởng tài chính khi bộ phim được bán.  Một phần số tiền thu được được chia cho Feeding America. Bộ phim được đón nhận trái chiều nhưng diễn xuất của Zendaya được đánh giá tích cực. Brian Truitt của USA Today mô tả cô ấy là "sáng chói" và "lửa tuyệt đối", và Peter Debruge của Variety khen ngợi cô ấy vì "khoác Marie trên bề mặt, chỉ để lộ sức mạnh của nhân vật thông qua các cảnh quay phản ứng và Im lặng".
Vào tháng 4 năm 2021, Zendaya được chọn lồng tiếng cho nhân vật Lola Bunny trong Space Jam: A New Legacy. Lớn lên với bộ phim từ khi còn nhỏ, Zendaya đã rút ra kinh nghiệm của mình với tình yêu bóng rổ của gia đình cho vai diễn này. Zendaya đóng vai Chani trong phim khoa học viễn tưởng Dune của Denis Villeneuve, phần đầu tiên của dự kiến chuyển thể hai phần từ tiểu thuyết cùng tên năm 1965, phát hành vào tháng 9 năm 2021. Nhà phê bình Glenn Kenny gọi nữ diễn viên là "tốt hơn apt" trong vai diễn của cô ấy, trong khi cả Brian Lowry của CNN lưu ý rằng vai trò của cô bị giới hạn trong "hình ảnh mỏng manh" trong tầm nhìn của nhân vật chính. Zendaya đóng lại vai MJ lần thứ ba trong Spider-Man: No Way Home. Bộ phim mở màn cho những đánh giá tích cực với diễn xuất của cô được khen ngợi.

## Những dự án khác

### Hoạt động bên lề
Tháng 9 năm 2012, Zendaya cùng với rapper Lil Wayne và cầu thủ bóng rổ NBA LeBron James tham gia ghi hình bài hát "Scream and Shout" của Will.I.Am với Britney Spears cho quảng cáo tai nghe Beats by Dr. Dre Color. Zendaya cũng là gương mặt của thương hiệu "X-Out" và dòng thời trang của Madonna là "Material Girl", CoverGirl và Chi Hair Care.
Zendaya cũng là đại sứ của Convoy of Hope. Zendaya thu âm cover lại ca khúc "All of Me" của John Legend và trích một phần lợi nhuận cho tổ chức. Cô cũng tổ chức sinh nhật lần thứ 18 với chiến dịch cứu đói ít nhất 150 trẻ em ở Haiti, Tanzania và Philippines thông qua feedONE. Zendaya cũng chào mừng sinh nhật lần thứ 20 với chiến dịch khuyên góp hơn 50,000 đôla Mỹ để ủng hộ cho hội hỗ trợ phụ nữ của Convoy.

### Xuất bản sách
Ngày 6 tháng 8 năm 2013, Zendaya xuất bản quyển sách đầu tiên của mình tên Between U and Me: How to Rock Tween Years with Style and Confidence.

### Thời trang
Năm 2013, Zendaya thiết kế dòng thời trang lấy cảm hứng từ những bộ trang phục cô mặc trong Shake It Up tên là The Shake It Up Dance Clothing Line by Zendaya. Bộ sưu tập bao gồm những món quần áo dành cho các cô gái năng động bao gồm vớ làm ấm chân, quần shorts, áo khoác, khăn đội đầu và phụ kiện. Mùa hè năm 2015 hợp tác với Carmex, Zendaya thông báo sẽ ra mắt dòng thời trang tên Daya by Zendaya được ra mắt vào mùa thu năm 2016. Dòng giày dép Sole of Daya cũng được lên kế hoạch.
Năm 2014, Zendaya làm giám khảo khách mời trong một tập của Project Runway: Under the Gunn. Trong tập này, thí sinh (nhà thiết kế) được giao nhiệm vụ sáng tạo cho một bộ trang phục cho Zendaya cho màn trình diễn sắp tới. Năm 2016, cô cũng làm giám khảo khách mời cho tập cuối của Project Runway mùa 15.

## Cuộc sống riêng tư
Zendaya thích hát, nhảy và thiết kế quần áo. Cô cũng là người ăn chay. Zendaya hiện tại đang sống ở Los Angeles, California và sở hữu căn nhà trị giá 1,4 triệu USD. Cô cũng có một căn hộ ở Brooklyn.

## Danh sách phim

### Điện ảnh
| Năm  | Tựa đề                          | Vai                        | Ghi chú            |
| ---- | ------------------------------- | -------------------------- | ------------------ |
| 2013 | Super Buddies                   | Lollipop (lồng tiếng)      | Trực tiếp sang DVD |
| 2017 | Người Nhện: Trở về nhà          | Michelle "MJ" Jones-Watson |                    |
| 2017 | Bậc thầy của những ước mơ       | Anne Wheeler               |                    |
| 2018 | Ngỗng vịt phiêu lưu ký          | Chi (lồng tiếng)           |                    |
| 2018 | Chân Nhỏ, bạn ở đâu?            | Meechee (lồng tiếng)       | Hậu kỳ             |
| 2019 | Người Nhện: Xa nhà              | MJ                         |                    |
| 2021 | Malcolm & Marie                 | Marie                      | Kiêm nhà sản xuất  |
| 2021 | Space Jam: A New Legacy         | Thỏ Lola (lồng tiếng)      |                    |
| 2021 | Dune                            | Chani                      |                    |
| 2021 | Người Nhện: Không còn nhà       | MJ                         |                    |
| 2022 | Is That Black Enough For You?!? | Chính mình                 | Phim tài liệu      |
| 2023 | Challengers                     | Tashi Donaldson            | Kiêm nhà sản xuất  |
| 2023 | Dune: Part Two                  | Chani                      |                    |

### Truyền hình
| Năm             | Tựa đề                 | Vai               | Ghi chú                        |
| --------------- | ---------------------- | ----------------- | ------------------------------ |
| 2010–2013       | Shake It Up            | Rocky Blue        | Vai chính (75 tập)             |
| 2011            | Good Luck Charlie      | Rocky Blue        | Tập: "Charlie Shakes It Up"    |
| 2011            | PrankStars             | Chính mình        | Tập: "Walk the Prank"          |
| 2011            | Pixie Hollow Games     | Fern (lồng tiếng) | Phim truyền hình đặc biệt      |
| 2012            | A.N.T. Farm            | Sequoia Jones     | Tập: "Creative consultANT"     |
| 2012            | Frenemies              | Halley Brandon    | Phim truyền hình               |
| 2013            | Dancing with the Stars | Thí sinh          | Á quân mùa 16                  |
| 2014            | Zapped                 | Zoey Stevens      | Phim truyền hình               |
| 2015–2018       | K.C. Undercover        | K.C. Cooper       | Vai chính kiêm đồng sản xuất   |
| 2015            | Black-ish              | Rasheida          | Tập: "Daddy's Day"             |
| 2017            | Walk the Prank         | Chính mình        | Tập: "K.C. Undercover Edition" |
| 2019 - Hiện tại | Euphoria               | Rue               | Vai chính                      |

## Danh sách đĩa nhạc
- Zendaya (2013)

## Lưu diễn
- Swag It Out Tour (2012–14)

## Giải thưởng và đề cử
| Năm  | Giải thưởng                     | Hạng mục | Đối tượng đề cử                                     | Kết quả   | Ct.    |
| ---- | ------------------------------- | --- | --------------------------------------------------- | --------- | ------ |
| 2011 | Young Artist Award              | Outstanding Young Ensemble in a TV Series (nhận cùng Bella Thorne, Davis Cleveland, Roshon Fegan, Adam Irigoyen, Kenton Duty và Caroline Sunshine) | Shake It Up                                         | Đề cử     | [ 73 ] |
| 2012 | Young Artist Award              | Best Performance in a TV Series – Leading Young Actress                                                                                            | Shake It Up                                         | Đề cử     | [ 74 ] |
| 2012 | Young Artist Award              | Outstanding Young Ensemble in a TV Series (nhận cùng Bella Thorne, Davis Cleveland, Roshon Fegan, Adam Irigoyen, Kenton Duty và Caroline Sunshine) | Shake It Up                                         | Đề cử     | [ 74 ] |
| 2012 | NAACP Image Awards              | Outstanding Performance in a Youth/Children's Series or Special                                                                                    | Shake It Up                                         | Đề cử     | [ 75 ] |
| 2013 | Young Artist Awards             | Best Performance in a TV Movie, MiniSeries, Special or Pilot - Leading Young Actress                                                               | Frenemies                                           | Đề cử     | [ 76 ] |
| 2013 | Radio Disney Music Awards       | Best Music Video | "Fashion Is My Kryptonite"                          | Đề cử     |        |
| 2014 | Radio Disney Music Awards       | Breakout Artist | (Chính mình)                                        | Đề cử     | [ 77 ] |
| 2014 | Radio Disney Music Awards       | Best Style | (Chính mình)                                        | Đoạt giải | [ 77 ] |
| 2014 | BET Awards                      | YoungStars Award | (Chính mình)                                        | Đề cử     | [ 78 ] |
| 2014 | Teen Choice Awards              | Choice Music: Breakout Artist | (Chính mình)                                        | Đề cử     | [ 79 ] |
| 2014 | Teen Choice Awards              | Candie's Style Icon | (Chính mình)                                        | Đoạt giải | [ 79 ] |
| 2015 | Radio Disney Music Awards       | Best Style | (Chính mình)                                        | Đề cử     | [ 80 ] |
| 2015 | BET Awards                      | YoungStars Award | (Chính mình)                                        | Đề cử     | [ 81 ] |
| 2015 | Teen Choice Awards              | Choice TV Actress: Comedy | K.C. Undercover                                     | Đề cử     |        |
| 2016 | Nickelodeon Kids' Choice Awards | Favorite Female TV Star – Kids' Show | K.C. Undercover                                     | Đoạt giải | [ 82 ] |
| 2016 | Radio Disney Music Awards       | Best Style | (Chính mình)                                        | Đề cử     | [ 83 ] |
| 2016 | Teen Choice Awards              | Choice Music: R&B/Hip-Hop Song | Something New                                       | Đề cử     | [ 84 ] |
| 2016 | Teen Choice Awards              | Choice Style: Female | (Chính mình)                                        | Đoạt giải | [ 84 ] |
| 2017 | Nickelodeon Kids' Choice Awards | Favorite Female TV Star | K.C. Undercover                                     | Đoạt giải | [ 85 ] |
| 2017 | Teen Choice Awards              | Choice TV Actress: Comedy | K.C. Undercover                                     | Đề cử     | [ 86 ] |
| 2017 | Teen Choice Awards              | Choice Summer Movie Actress | Người Nhện: Trở về nhà                              | Đoạt giải | [ 87 ] |
| 2017 | Teen Choice Awards              | Choice Breakout Movie Star | Người Nhện: Trở về nhà                              | Đề cử     | [ 87 ] |
| 2017 | Teen Choice Awards              | Choice Twit | (Chính mình)                                        | Đề cử     | [ 87 ] |
| 2017 | Teen Choice Awards              | Choice Style Icon | (Chính mình)                                        | Đề cử     | [ 87 ] |
| 2017 | Teen Choice Awards              | Choice Female Hottie | (Chính mình)                                        | Đề cử     | [ 87 ] |
| 2018 | Nickelodeon Kids' Choice Awards | Favorite Female TV Star | K.C. Undercover                                     | Đề cử     | [ 88 ] |
| 2018 | Nickelodeon Kids' Choice Awards | Favorite Movie Actress | Người Nhện: Trở về nhà và Bậc thầy của những ước mơ | Đoạt giải | [ 88 ] |
| 2018 | Giải Sao Thổ                    | Diễn viên trẻ xuất sắc nhất | Người Nhện: Trở về nhà                              | Đề cử     |        |